# 69287 Günthereichhorn
69287 Günthereichhorn è un asteroide della fascia principale. Scoperto nel 1990, presenta un'orbita caratterizzata da un semiasse maggiore pari a 2,2054613 UA e da un'eccentricità di 0,1333702, inclinata di 5,07912° rispetto all'eclittica.